# Jerzy Zaruba
Jerzy Zaruba (ur. 17 lipca 1891 w Radomiu, zm. 12 stycznia 1971 w Warszawie) – polski malarz, karykaturzysta i scenograf.

## Życiorys
Urodził się w rodzinie Bernarda, dyrygenta orkiestry, i Bronisławy Zarubów. Dzieciństwo spędził w Kijowie. Tam uczęszczał do I Gimnazjum, wstąpił do Korporacji Uczniów Polaków. Następnie został przeniesiony do Kijowskiej Szkoły Sztuk Pięknych. Uczył się na kursach architektury. Po zdaniu matury, od roku 1910 studiował w warszawskiej Szkole Sztuk Pięknych u Stanisława Lentza, od roku 1913 w École des Beaux-Arts i Académie de la Grande Chaumiere w Paryżu.
Podczas I wojny światowej służył w oddziałach pomocniczych na terenach dzisiejszej Rumunii i Mołdawii. W 1917 roku został członkiem założonego w Krakowie awangardowego ugrupowania Ekspresjoniści Polscy (przemianowanego w 1919 na Formiści), z którym wystawiał w Warszawie w latach 1921, 1922, 1927 oraz w Paryżu w 1922. Na początku lat 20. XX wieku pracował jako urzędnik. Od 1921 roku współpracował z pismem „Formiści”. Był współzałożycielem Koła Artystów Grafików Reklamowych. Jako karykaturzysta debiutował w 1920 roku w „Marchołcie”. W okresie dwudziestolecia międzywojennego współpracował jako karykaturzysta z wieloma czasopismami satyrycznymi i literackimi, m.in. z „Cyrulikiem”, „Wróblami na dachu”, „Szczutkiem”, „Szarżą”, „Wiadomościami Literackimi”, „Panią”, „Kroniką Polski i Świata” i „Szpilkami”. Przed wojną opublikował m.in. szereg rysunków o silnie antysemickim wydźwięku. Niektóre z nich pod koniec 2013 roku pokazano na wystawie w Żydowskim Instytucie Historycznym. W czasie, gdy był karykaturzystą „Cyrulika”, mieszkał w podwarszawskim Aninie, co bywało przedmiotem żartów publikowanych w piśmie przez redakcyjnych kolegów. W latach 1931–1932 projektował dla warszawskiego Teatru Ateneum dekoracje i kostiumy do spektakli Dom otwarty oraz Damy i huzary. Współpracował też z teatrami rewiowymi, m.in. Małe Qui Pro Quo, 13 Rzędów.
Po II wojnie światowej publikował karykatury i rysunki satyryczne w „Przekroju” i „Szpilkach”. Był autorem ilustracji do blisko 80 pozycji książkowych m.in. Stefana „Wiecha” Wiecheckiego i Janusza Minkiewicza. Projektował kukiełki do noworocznych szopek politycznych. W latach 1945–1949 zaprojektował scenografię do kilku sztuk w Teatrze Powszechnym i Teatrze Osa w Łodzi. Był także wiceprzewodniczącym Towarzystwa Przyjaciół Teatrów Marionetkowych. W 1957 roku zaprojektował maski do przedstawienia Szwejka w Teatrze Dramatycznym, a w roku 1963 scenografię Dyplomatów w Teatrze Rozmaitości.

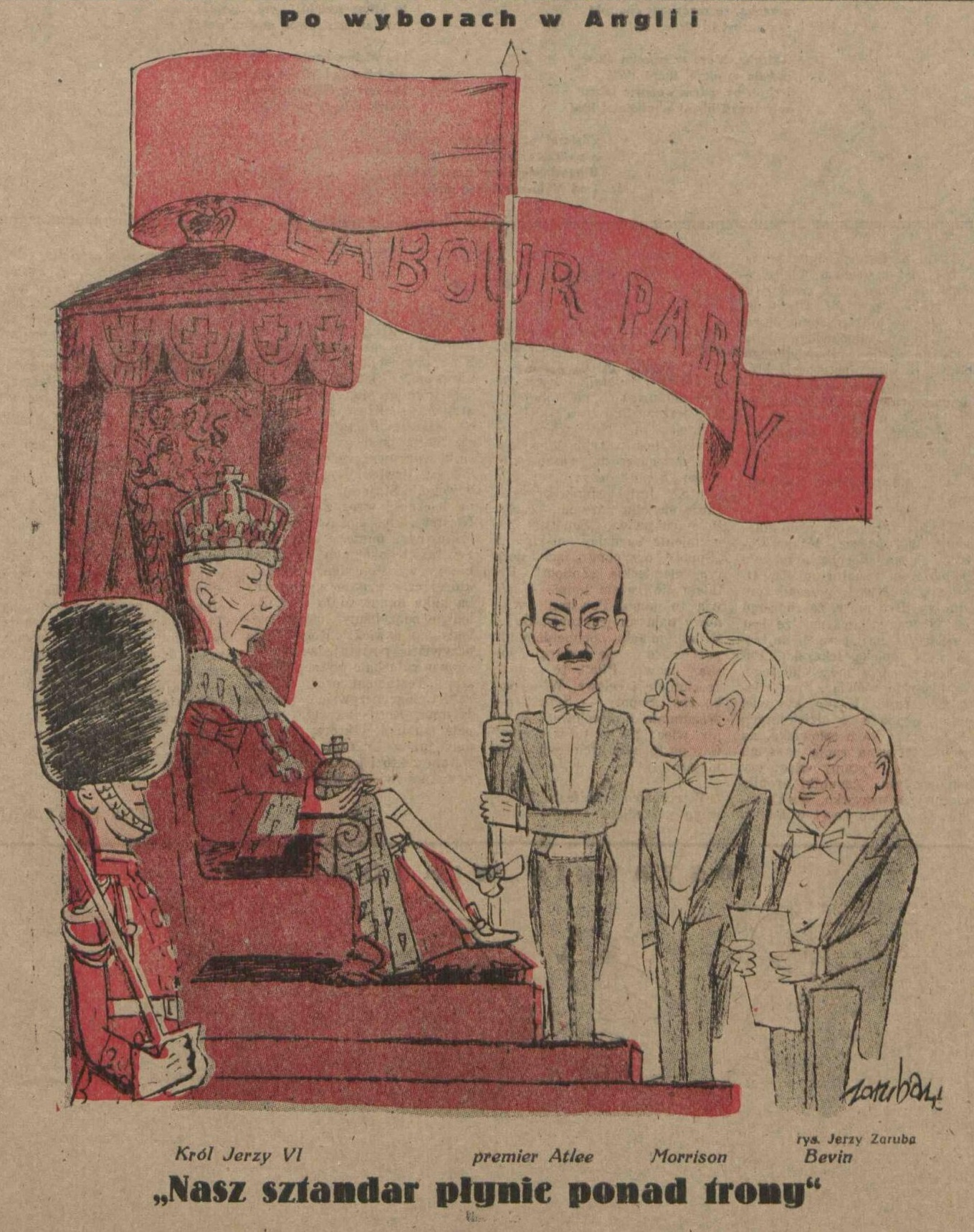
Rysunek Jerzego Zaruby – „Szpilki” nr 23 (1945)

Jego dom w Aninie (ul. Stradomska 35) stał się miejscem spotkań warszawskich literatów. Bywali tam często Julian Tuwim i Konstanty Ildefons Gałczyński.
Zmarł w Warszawie, pochowany na cmentarzu Powązkowskim (kwatera 135-6-9).

## Ordery i odznaczenia
- Krzyż Oficerski Orderu Odrodzenia Polski (19 lipca 1955)[10]
- Krzyż Kawalerski Orderu Odrodzenia Polski (16 lipca 1954)[11]
- Medal 10-lecia Polski Ludowej (11 stycznia 1955)[12]

## Nagrody
- Państwowa Nagroda Artystyczna III stopnia w dziale plastyki za twórczość w dziedzinie karykatury politycznej (1950)[13]
- Nagroda Komitetu ds. Radia i Telewizji za Szopkę Sylwestrową w TV (1963)[7]
- Złota Szpilka z Wawrzynem (1966)[2]

## Upamiętnienie
5 grudnia 1977 nazwano jego imieniem jedną z ulic w warszawskiej dzielnicy Ursynów.